# 대동고등학교 (경북)
대동고등학교(大東高等學校)는 대한민국 경상북도 포항시 북구 우현동에 있는 사립 고등학교이다.

## 학교 연혁
- 1968년 9월 20일 : 학교법인 동인교육재단 설립 인가
- 1972년 4월 8일 : 대동고등학교 설립 추진위원회 구성(초대 재단이사장 김경섭 선생 취임)
- 1972년 12월 25일 : 6학급 설립인가
- 1973년 3월 3일 : 대동고등학교 개교식 및 제1회 입학식(2학급 120명) 초대 교장 김현호 선생 취임
- 1976년 1월 8일 : 제1회 졸업식
- 1987년 1월 31일 : 학칙 변경 인가(30학급)
- 1993년 3월 13일 : 신축교사 이전 (우현동 107번지에서 현부지)
- 2006년 3월 1일 : 교원능력 개발평가 선도학교 지정(2009.02.28까지)
- 2015년 5월 11일 : 제5대 재단이사장 장호선 선생 취임
- 2019년 3월 1일 : 경상북도교육청 자율학교 지정
- 2021년 3월 2일 : 제4대 교장 홍종열 선생 취임
- 2022년 12월 23일 : 제48회 졸업식 194명 졸업(졸업생 총원 18,560명)
- 2023년 3월 2일 : 제51회 입학식 209명 입학

## 학교 동문
- 허일환 포항의 자랑, 허성현의 아버지
- 김용현 (코미디언) SBS 8기 공채 개그맨
- 김필수 SBS 7기 공채 개그맨
- 손석락 대한민국 공군 중장
- 안승대 울산광역시 행정부시장
- 오중기 전 청와대 대통령비서실 균형발전 선임행정관, 전 더불어민주당 경북도당 위원장
- 윤진영(코미디언) SBS 7기 공채 개그맨
- 이광득 SBS 9기 공채 개그맨
- 이칠구 현 포항시의원
- 허대만 전 행정안전부 장관 정책보좌관, 전 포항시의원, 전 더불어민주당 경북도당 위원장
- 김상헌 전 경북도의원

## 참고 자료
- 대동고등학교 - 한국교육학술정보원 학교알리미